# Balaústre

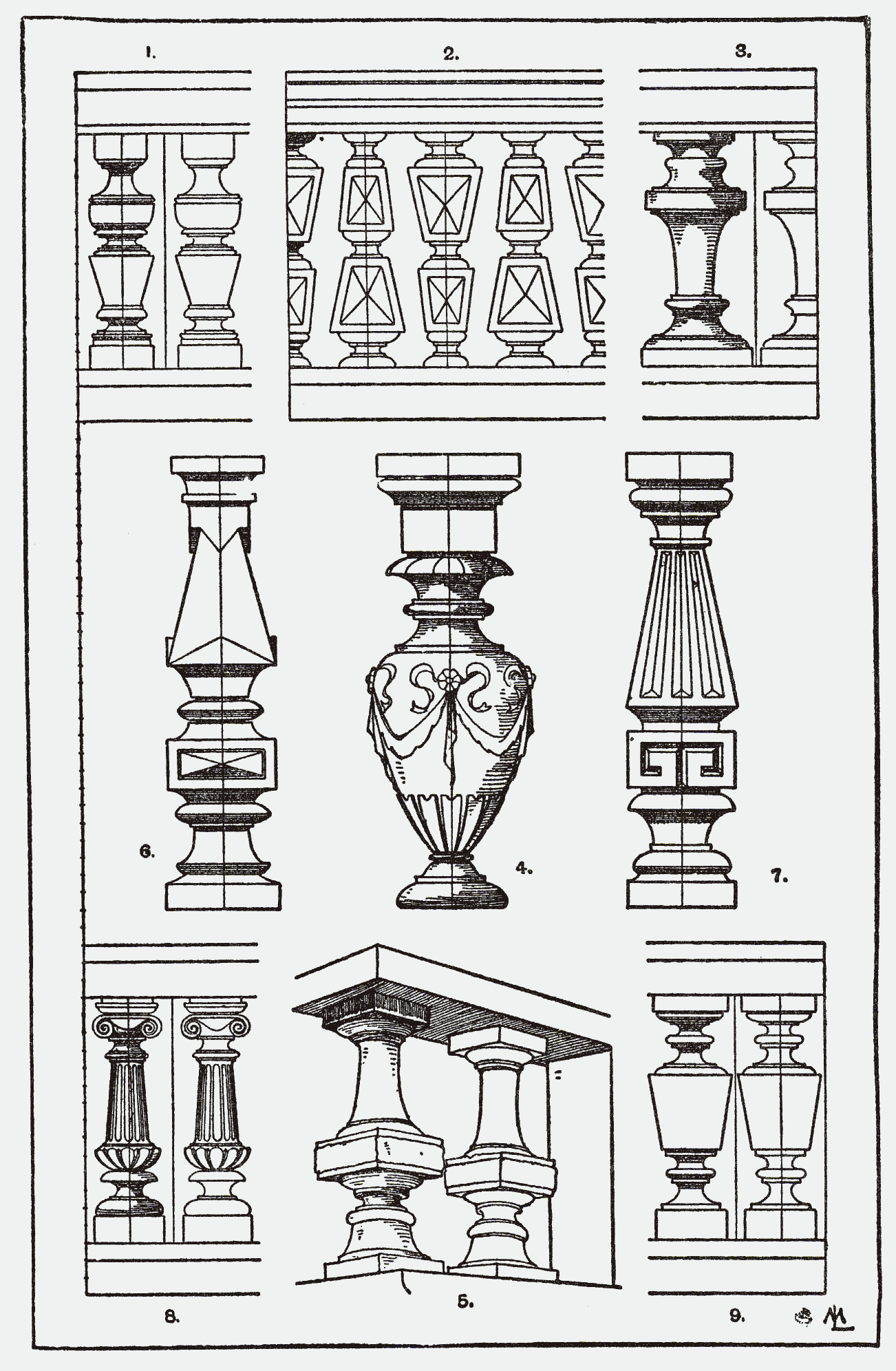
Diferentes tipos de balaústres

Um balaústre (do italiano balaustra) é uma pequena coluna usada para amparar cercas ou espaldares de cama ou cadeira ou para auxiliar a entrada em veículos coletivos. É um elemento de ornamentação muito usado na arquitetura. A sua forma pode ser abaulada, em estilo ou estampa grega, Jônica com entalhes romanos ou uma forma eclética contemporânea com um toque Gótico etc. Também existe a tipologia formal composta por pilastra reta, sem entalhes ou só abaulada lisa, ou seja, sem referência a um estilo estético específico. Um grupo de balaústres que sustentam um corrimão, um ressalto superior (parede) ou um detalhe ornamental é conhecido como balaustrada.

## Modo de preparo
O processo moderno consiste em criar uma forma de plástico rígido, dividida em duas partes ou única, pré-moldada, onde é adicionado uma mistura de cimento, areia e pedra britada em tamanho pequeno, por vezes enxertado em seu interior com uma armação de ferro a fim de dar estabilidade ao conjunto.
É fechada e lacrada e, após cerca de 24 horas, é desenformada com cuidado, pois rompe-se facilmente. Pode ser usada em seguida ou estocada por até 5 anos conforme normas internacionais a respeito.
Deve-se tomar cuidado na mistura do cimento, caso contrário pode levar a que, pela exposição constante ao ar livre (sol, ventos, chuva), apareçam rachaduras danificando a obra. Também conhecido como Barra-ostra.

## Uso

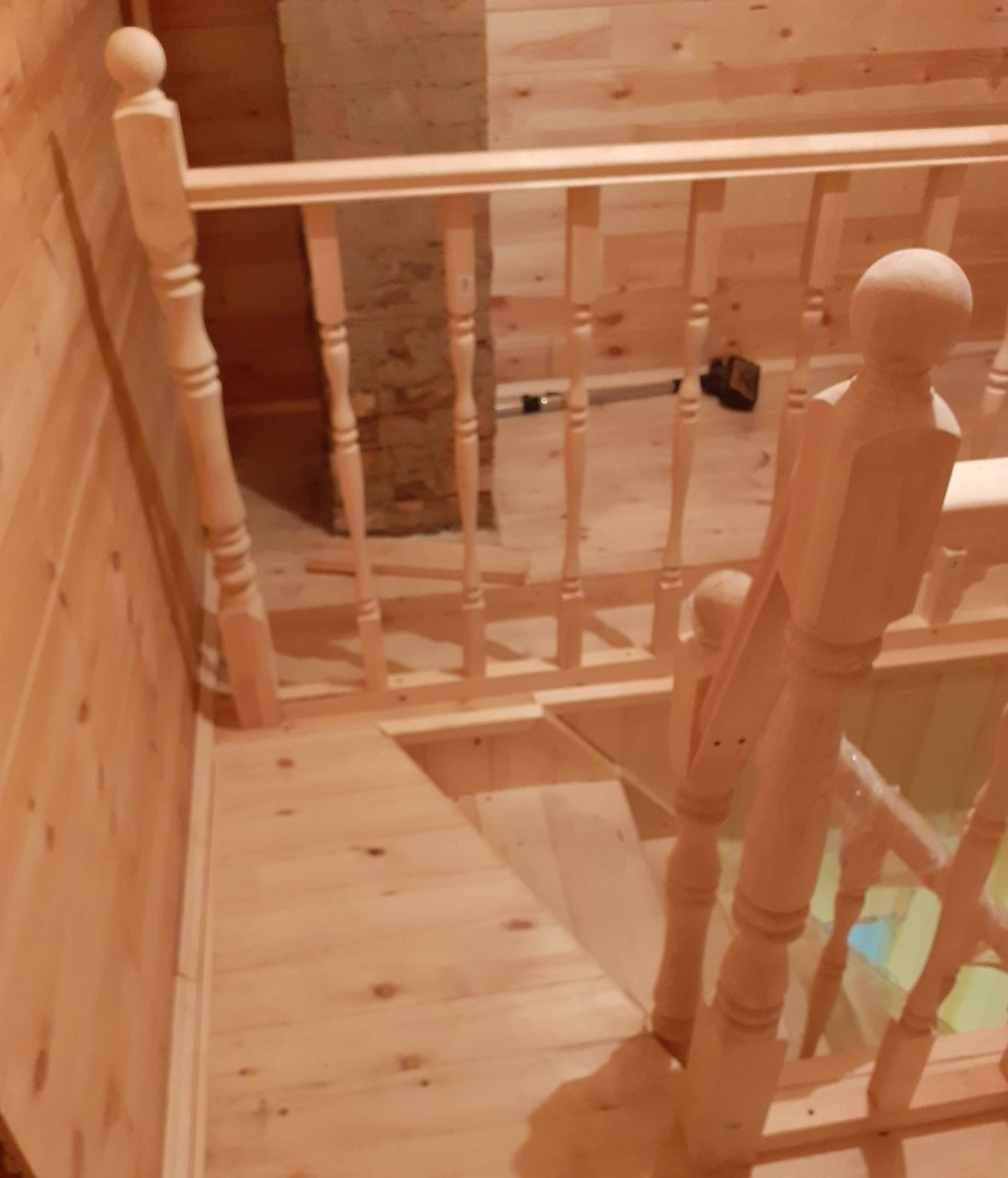
Balaústres na escada do sótão de uma casa particular

O balaústre pode ser usado como peça ornamental, por exemplo num terraço, refletindo, o seu estilo, o do conjunto arquitetônico onde se insere. O balaústre é composto também pelo muro de proteção ou apoio em cima de um piso próprio.
Também tem uso na construção de enfeites, parapeitos e escadas em residências, igrejas e na construção civil.

## Náutica
Nas embarcações a vela antigas, as balaustradas eram chamadas paveses.